# Notre-Dame-des-neiges (Finhaut)
Notre-Dame-des-neiges (deutsch Maria Schnee) heisst eine römisch-katholische Kapelle bei La Gueulaz in der Gemeinde Finhaut im schweizerischen Kanton Wallis.
Das kleine Gotteshaus steht oberhalb der Ortschaft Le Châtelard hoch im Tal des Wildbachs Barberine etwa 200 Meter östlich der Staumauer Emosson. Die Stelle heisst Col de la Gueulaz. In unmittelbarer Nähe befindet sich der Parkplatz am Ende der Fahrstrasse, die zum Stausee und zu einem Bergrestaurant führt. Der Ort ist auch mit der Bergbahnengruppe Châtelard zu erreichen.
Das Patrozinium der von 1975 bis 1976 gebauten Kapelle geht auf das Schneewunder im Jahr 358 zurück und wird am 5. August gefeiert. Die neue Kapelle ist der Ersatz einer älteren, im 18. Jahrhundert in der Hochebene von Emosson errichteten Wegkapelle, die im Emossonsee versunken ist. Die alte Kapelle erinnerte wie die neue an die Schlacht zwischen Savoyern und den Leuten von Trient im Jahr 1326, wo es um die Herrschaft über die Bergweiden im Tal ging, die seit dem Jahr 515 dem Kloster Saint-Maurice gehörten. 1977 weihte Abt Henri Salina von Saint-Maurice die neue Maria-Schneekapelle.
Zwei Gedenktafeln und ein grosses, vom Aostataler Bildhauer Franco Pélissier geschaffenes Holzrelief an der Fassade der Kapelle erinnern an die Geschichte der Alp Emosson und die Leistung der Bauarbeiter bei der Errichtung der Staumauern im Tal. Die farbigen Glasfenster von Marcel Michellod zeigen verschiedene Bergblumen (Edelweiss, Lilie, Veilchen, Soldanelle, Aster, Alpenrose, Glockenblume, Arnika, Akelei). Vor der Kapelle steht ein Brunnen mit einer Bronzestatue der Muttergottes.